# Saint-Jean-sur-Mayenne
Saint-Jean-sur-Mayenne är en kommun i departementet Mayenne i regionen Pays de la Loire i nordvästra Frankrike. Kommunen ligger i kantonen Laval-Nord-Est som tillhör arrondissementet Laval. År 2022 hade Saint-Jean-sur-Mayenne 1 689 invånare.

## Befolkningsutveckling
Antalet invånare i kommunen Saint-Jean-sur-Mayenne
| Referens: INSEE |